# Gregory Polek
Gregory Polek est un journaliste américain spécialisé dans le transport aérien. Il est actuellement le rédacteur en chef de Aviation International News.

## Débuts
En 1995, la carrière de M. Grégory Polek débute. Il est recruté au magazine New Jersey Monthly. En 1997, il remplace Don Anderson, célèbre journaliste en transport aérien, dans le magazine Aviation International News.
L'une des missions les plus importantes de son début de carrière aura été d'établir le profil de toutes les entreprises spécialisées dans l'aéronautique en Europe et en Amérique pour ce journal.
Il a également été rédacteur en chef du magazine Air Transport Perspective.

## Principaux travaux
- Boeing touts safety amid 737 Max probes - 2019
- Zunum details plans for first hybrid-electric regional aircraft -2017
- Boom rolls out supersonic XB-1 -2020
- NTSB cites missteps by Boeing, FAA in 787 fire -2015
- Embraer delivers first E195-E2 to Azul -2019
- FSB wants mandatory sim training in 737 Max -2020
- BA reaches deal to furlough 30,000 employees -2020
- GE reaches $30 billion deal to sell Gecas to AerCap -2021
- Bombardier returns focus to its regional lineup -2018
- NTSB : Southwest followed engine inspection protocol -2018
- Active financing market to boost airliner deliveries -2015
- Airbus exec to replace ATR's de Castelbajac - 2016
- Boeing, Iran Air announce deal worth $16.6 billions -2017
- AMR bankruptcy puts Eagle divestiture on hold -2012
- Cohen sees opportunity in slew of RAA challenges -2011
- Review panel faults FAA, Boeing in 737 Max review -2019
- JAL spreads order wealth between Mitsubishi, Embraer -2014
- ERA : European Regions Airline Association -2014
- Embraer boosts outlook for China - 2013
- Airbus agrees to take majority stake in C Series -2017 [3]

## Dans la littérature
- China in Latin America: The Whats and Wherefores de Robert Evan Ellis · 2009 · (Page 95)
- Current Literature in Traffic and Transportation - Volume 42 - 2001 (Page 13)
- Bombardier: La chute d'un géant de Daniel Bordeleau · 2021